# Internazionale Torino
Internazionale Torino was een Italiaanse voetbalclub uit Turijn, Piëmont. De club ontstond in 1891 en zou de eerste Italiaanse club zijn geweest die zich specifiek richtte op voetbal.
Op 6 januari 1898 speelde de club de eerste vriendschappelijke wedstrijd van het land, tegen Genoa 1893. Internazionale won de wedstrijd met 1-0. Er waren 208 toeschouwers op de Campo di Ponte Carrega in Genua die 101,45 lire inkom betaalden.
In 1898 troffen beide clubs zich in de finale om de allereerste landstitel die Genoa won met 2-1. In de halve finale had de club FC Torinese al verslagen met 1-0. Ook het volgende jaar bereikte de club de finale en verloor dit keer met 3-1.
In 1900 fuseerde de club met FC Torinese en speelde ook onder deze naam verder.